# Iphoneografie
Iphoneografie is de kunst van het creëren van foto's met de Apple iPhone. 
Het is een stijl van mobiele fotografie die verschilt van andere vormen van digitale fotografie doordat de beeldbewerking van de genomen foto's ook in het IOS-toestel gebeurt. 
Iphoneografie is snel in populariteit gegroeid sinds 2007, toen de oorspronkelijke 2G iPhone met een 2 megapixelcamera werd uitgebracht. Naarmate de resolutie en beeldkwaliteit van de iPhonecamera verbeterden, begonnen steeds meer hobbyisten en professionele fotografen, met name de straatfotografen, de iPhone als volwaardige camera te erkennen.